# Yrkesskola
En yrkesskola är en skola främst inriktad på yrkesutbildning på sekundär nivå. I Sverige var yrkesskolan en frivillig skolform från 1800-talet till 1971 som kom efter folkskolan. Den 1 juli 1971 slogs skolformerna fackskola, gymnasium och yrkesskola ihop till den nya skolformen gymnasieskola, där det finns yrkesförberedande utbildningar att välja på. Begreppet yrkesskola finns kvar i bland annat Tyskland, USA, Finland och Irländska republiken.

### Fotnoter
1. ↑  ”Gymnasieskolan”. Stockholms kommunalkalender. 22 mars 1976. https://runeberg.org/stkomkal/1976/0415.html. Läst 9 mars 2016.